# Crítica de la razón cínica

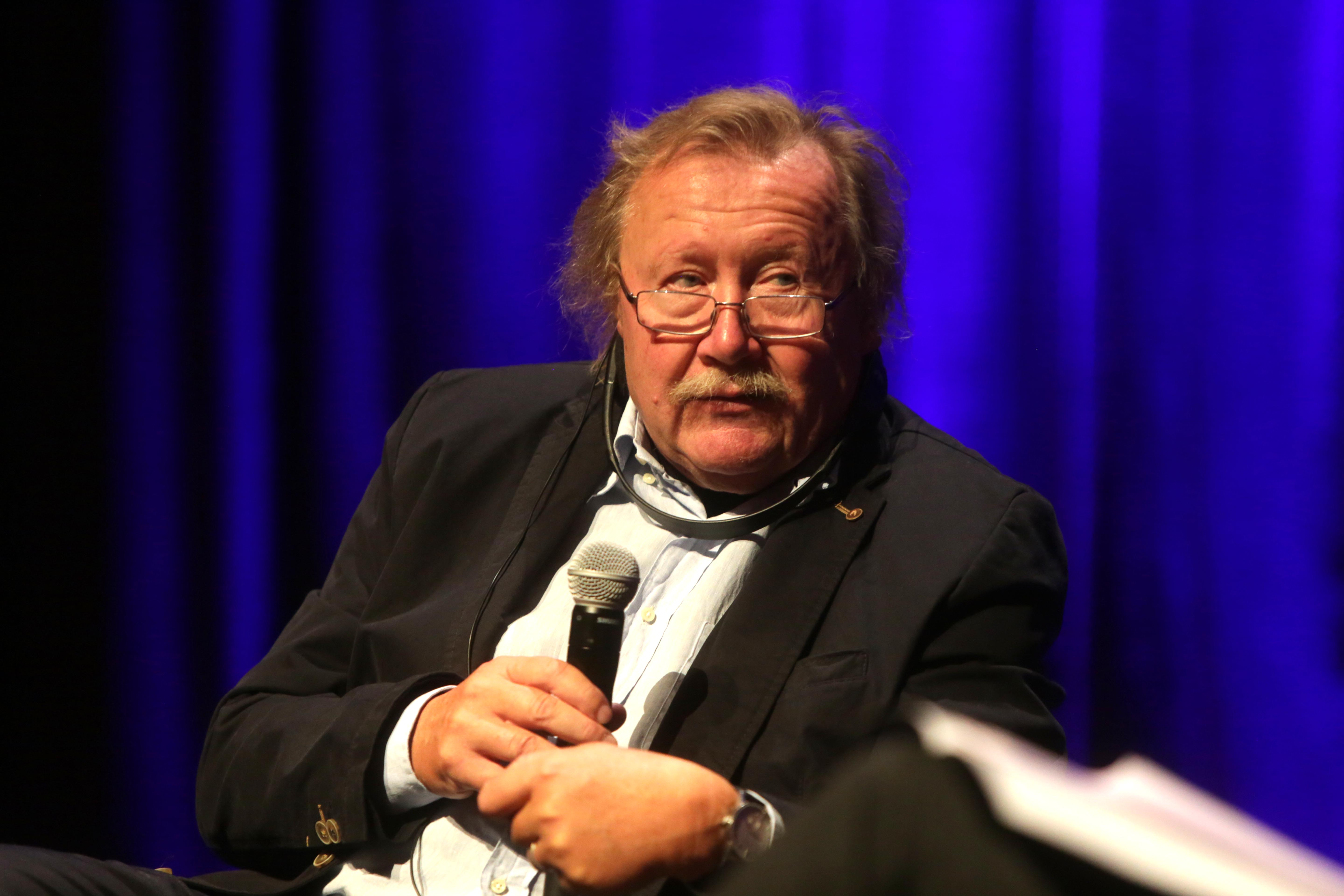
Peter Sloterdijk (2016)

Crítica de la razón cínica es un largo ensayo del filósofo alemán Peter Sloterdijk, publicado en 1983 en dos volúmenes bajo el título de Kritik der zynischen Vernunft. El libro, alusivo a la famosa Crítica de la razón pura del filósofo idealista Immanuel Kant, trata en profundidad el cinismo filosófico (que Sloterdijk llama a veces quinismo, para diferenciarlo del vocablo popular, por su procedencia griega) y el cinismo popular como fenómenos sociales y políticos a lo largo de toda la historia europea.

## Contenido
En relación con el término cinismo, Sloterdijk deja claro en muchos lugares que usa el cambio de consonantes etimológicas (de 'c' a 'q', es decir, cinismo/quinismo; en alemán 'z' a 'k', kynismus/zynismus) para reforzar su tesis básica: el antiguo cinismo (quinismo) representa en cierto sentido una antítesis de la idealista Academia griega de Platón y la válvula de escape del pueblo desposeído, dando lugar a otro cinismo en las eras industrial y posindustrial modernas, que justifica todo acto humano en términos prácticamente mercantiles. Sloterdijk hace repaso del fenómeno considerado en sus fundamentos filosóficos, psicológicos y sociales, en relación con los cuales los términos "insolencia" y "vergüenza" revisten nuevos significados. Según el filósofo alemán, las aspiraciones de la vieja Ilustración del siglo XVIII han sido traicionadas y pervertidas. En las "Consideraciones previas" aparece la definición del autor: «El cinismo es la falsa conciencia ilustrada. Es la moderna conciencia infeliz sobre la que la Ilustración ha trabajado tanto con éxito como en vano» (pág. 40). A lo largo de toda la obra Sloterdijk menciona in extenso a filósofos de su predilección como Theodor W. Adorno, Ernst Bloch, Walter Benjamin, Friedrich Nietzsche, Martin Heidegger y en especial el cínico Diógenes de Sínope, además de otros muchos.
El libro consta de una introducción seguida de dos partes. En la primera, con el título de "Análisis: cinco consideraciones previas", se repasa el fenómeno del cinismo y el quinismo a lo largo de la historia, con especial referencia a la época ilustrada, el marxismo y el cinismo filosófico original, o quinismo (págs. 13-240). En la segunda parte, "Cinismo en el proceso cósmico", se ahonda en el sentido histórico del cinismo y en algunos de sus representantes más destacados: Diógenes de Sínope, Luciano de Samosata, y los personajes literarios del Mefistófeles de Goethe y el Gran Inquisidor de Dostoyevski. Seguidamente hace repaso de las distintas clases de cinismos que ha conocido la historia, en los ámbitos militar, estatal, sexual, religioso... Y termina considerando en toda su profundidad el fenómeno desde los puntos de vista histórico y lógico a lo largo de más de 500 páginas (págs. 223-739). La última parte, "Final", supone una recopilación o resumen del sentido de la obra (págs. 745-764), rematada por los agradecimientos del autor y el contenido de las abundantes notas bibliográficas, que salpican toda la obra en número de 240 (págs. 765-786).

## Valoración
«Sloterdijk difícilmente puede ser superado en su descripción imaginativa y vívida de las experiencias de una generación. […] No solo aspira a describir lo que él mismo ha experimentado personalmente, sino también explicarlo. Mientras que, con los medios que toma prestados de la historia filosófica, va explicando las secuelas de los ideales de 1968 echados a perder, recoge de la pila de escombros una verdad. Él llama a esta verdad el impulso cínico», afirmó en su día Jürgen Habermas en un comentario sobre el libro.
Rüdiger Safranski sitúa a Sloterkijk como uno de los filósofos más importantes alemanes de la posguerra, afirmando sobre la obra de referencia: «un libro que conmovió al gran público como casi ninguna otra obra de diagnóstico filosófico del tiempo desde La decadencia de Occidente de Oswald Spengler. [El libro] cuenta cómo, tras desenmascaramientos e ilustraciones, la conciencia moderna tomó conciencia de sí, y cómo ahora, con correcta conciencia, obra sin embargo incorrectamente», lo que supone la mejor síntesis de la obra.
«A principios de la década de 1980, cuando apareció Crítica de la razón cínica, el idealismo y la energía que cambiaron el mundo de dicho movimiento se habían reducido desde mucho tiempo atrás hasta la violencia de grupos enfrentados, por un lado, y la acomodación a las realidades del capitalismo y la Guerra Fría, por otro. En ese momento cultural, el diagnóstico de "cinismo" de Sloterdijk fue muy oportuno. "La disolución del movimiento estudiantil", escribió, "debe interesarnos porque representa una metamorfosis compleja de la esperanza en el realismo, de la revuelta inspirada en una melancolía inteligente"», afirma Adam Kirsch, de la Universidad de Columbia, en la revista The New Republic.
En una entrevista de Jacinto Antón para el diario El País, el propio Sloterdijk, ante un comentario jocoso acerca de su reivindicación de Heidegger, contestó: «Sí, pero mi error principal fue escribir un libro de filosofía divertido de más de novecientas páginas, Crítica de la razón cínica, un libro con sentido del humor y, si se me permite, con un buen estilo».
Acerca de sus conceptos de "cinismo" e "idealismo" en la Crítica, el filósofo Stefan Lorenz Sorgner puntualiza: «Según él, la actitud actual de los seres humanos con respecto a la vida, si creen en el nihilismo, es el cinismo. Contrasta esto con el quinismo, y mientras lo hace, describe el quinismo de tal manera que este estado de conciencia es mucho más atractivo que el cínico. Por lo tanto, se puede decir que está presentando el quinismo como una mejor reacción al nihilismo que el cinismo. El cinismo y el quinismo son estados de conciencia, según Sloterdijk, y también se complementan, en la medida en que ambos se hallan más allá de la creencia en el idealismo y los valores estables y absolutos. Siempre que Sloterdijk emplea el término "idealismo", no se refiere al idealismo típico de Hegel, sino que se refiere a todo tipo de creencia en los absolutos».
Sobre el estilo, retórica y espíritu manifiestos o sugeridos en esta obra, Jacobo Muñoz escribió en 2003: «Lejos de las rígidas convenciones de la filosofía académica, Sloterdijk procedía en su primer gran libro a enfrentarse a su conturbado tiempo -el nuestro- con otras armas y otros fines: las de una escritura vivaz, consciente de su secreta afinidad con una soterrada musicalidad íntima, deudora de la "gran" retórica clásica y cerrada a toda rígida separación entre lo filosófico y lo literario. Las armas de un fenomenólogo agudo, atento y perspicaz, que optaba por pensar el presente. Por elaborar una "ontología de nosotros mismos". Algo sobre cuya proximidad al modo francés de hacer no habrá que insistir demasiado. [...] No son ya el nihilismo en ascenso, la conversión de la razón en un nuevo mito o el inclemente dominio de la razón instrumental lo que Sloterdijk describe y denuncia con una prolijidad y un afán de exhaustividad acaso excesivos, sino el cinismo difuso de nuestras fatigadas sociedades. Ese "nuevo cinismo" que actúa "con una negatividad madura que apenas proporciona esperanza alguna, apenas a lo sumo un poco de ironía y de compasión"».
El filósofo español Fernando Savater afirmó sobre el mismo: «Crítica de la razón cínica es una de las obras más provechosas e inteligentes aparecidas en Alemania».